# Dyopedos hirticornis
Dyopedos hirticornis is een vlokreeftensoort uit de familie van de Dulichiidae. De wetenschappelijke naam van de soort is voor het eerst geldig gepubliceerd in 1876 door Sars.